# Slow, Deep and Hard
Slow, Deep and Hard —en español: Lento, profundo y duro— es el álbum debut de la banda estadounidense Type O Negative, lanzado en 1991 por el sello Roadrunner Records. Fue el embrión de lo que iba a venir después, aun recogiendo algunas de las sonoridades de Carnivore, la banda anterior de Peter Steele; aquí se mezclan el doom metal, al más puro estilo Black Sabbath, algo de punk, gothic metal, thrash metal e incluso metal industrial.

## Descripción
El álbum, originalmente titulado None More Negative, puso en marcha la carrera de la banda, que más tarde se dispararía con Bloody Kisses y October Rust, los dos álbumes siguientes. El CD cuenta con una crudeza que ya era prominente en Steele y su anterior banda, pero incorpora elementos que se convertirían en norma para Type O Negative.
Slow, Deep and Hard es un álbum semiautobiográfico, con buenas dosis de humor negro, basado en una relación en la cual el vocalista y bajista Peter Steele estuvo implicado. La portada del álbum muestra una imagen borrosa de penetración sexual. Según palabras de Steele, «es un primer plano de un pene entrando en una vagina».

## Grabación
Slow, Deep and Hard se grabó en los estudios Systems Two de Brooklyn, al igual que el resto de álbumes de la banda, y su coste fue de 6000 dólares. Dicha cantidad fue aportada por los padres del teclista Josh Silver. Cuando grabaron el álbum la banda todavía se llamaba Repulsion, pero tuvieron que cambiar su nombre al definitivo de Type O Negative cuando descubrieron que otra banda de grindcore de Flint (Míchigan) se llamaban igual.

## Lista de canciones
Todas las letras y música de Peter Steele, a menos que se indique lo contrario.
1. «Unsuccessfully Coping with the Natural Beauty of Infidelity» – 12:39
  1. Anorganic Transmutogenesis (Synthetic Division)
  2. Coitus Interruptus
  3. I Know You're Fucking Someone Else
2. «Der Üntermensch» – 8:54
  1. Socioparasite
  2. Waste of Life
3. «Xero Tolerance» (incluye samples de J. S. Bach) – 7:45
  1. Type "A" Personality Disorder
  2. Kill You Tonight
  3. Love You to Death
4. «Prelude to Agony» – 12:14
  1. The Truth
  2. God Love Fire Woman Death
  3. Jackhammerape
  4. Pain (Is Irrelevant)
5. «Glass Walls of Limbo (Dance Mix)» – 6:41
6. «The Misinterpretation of Silence and its Disastrous Consequences» – 1:04
  1. Venus: Contrary Motion
7. «Gravitational Constant: G = 6.67 x 10-8 cm-3kg-1sec-2» – 9:14
  1. Unjustifiable Existence
  2. Acceleration (Due to Gravity) = 980 cm.sec−2
  3. Antimatter: Electromechanical Psychedelicosis
  4. Requiem for a Soulless Man

## Créditos
- Peter Steele: voz y bajo
- Kenny Hickey: guitarras, coros
- Josh Silver: teclados, sintetizadores y efectos, voz
- Sal Abruscato: batería y percusión, voces